# Чжецзян-Цзянсійська операція
Чжецзян-Цзянсійська операція — стратегічна військова операція збройних сил Японії проти китайських військ.
В ході цієї операції японці зайняли кілька міст, військово-повітряну базу Лішуй і Чжецзян-Хунаньську залізницю. Кілька китайських частин опинилися в оточенні (частини 88-ї і 9-ї армій).
Супроводжувалася численними військовими злочинами, у тому числі каральними операціями проти цивільних, використанням біологічної зброї Загоном 731.